# Adonis palaestina
Adonis palaestina là một loài thực vật có hoa trong họ Mao lương. Loài này được Boiss. mô tả khoa học đầu tiên năm 1849.